# Dame-Marie, Eure

Dame-Marie este o comună în departamentul Eure, Franța. În 1 ianuarie 2018 avea o populație de 125 de locuitori.